# Хмелек (деревня)
Хмелек (пол. Chmielek) — деревня в Билгорайском повете Люблинского воеводства Польши. Входит в состав гмины Лукова. Находится примерно в 20 км к юго-востоку от центра города Билгорай. По данным переписи 2011 года, в деревне проживало 1167 человек.

## История
Деревня впервые упоминается в 1426 году.
Ранее в деревне находилась православная церковь (снесена в 1938 году). Сохранилось православное кладбище.
В 1975—1998 годах деревня входила в состав Замойского воеводства.

## Население
Демографическая структура по состоянию на 31 марта 2011 года:
|         | Всего | До трудоспособного возраста | Трудоспособного возраста | Старше трудоспособного возраста |
| ------- | ----- | --------------------------- | ------------------------ | ------------------------------- |
| Мужчины | 565   | 127                         | 378                      | 60                              |
| Женщины | 602   | 128                         | 329                      | 145                             |
| Всего   | 1167  | 255                         | 707                      | 205                             |

## Галерея

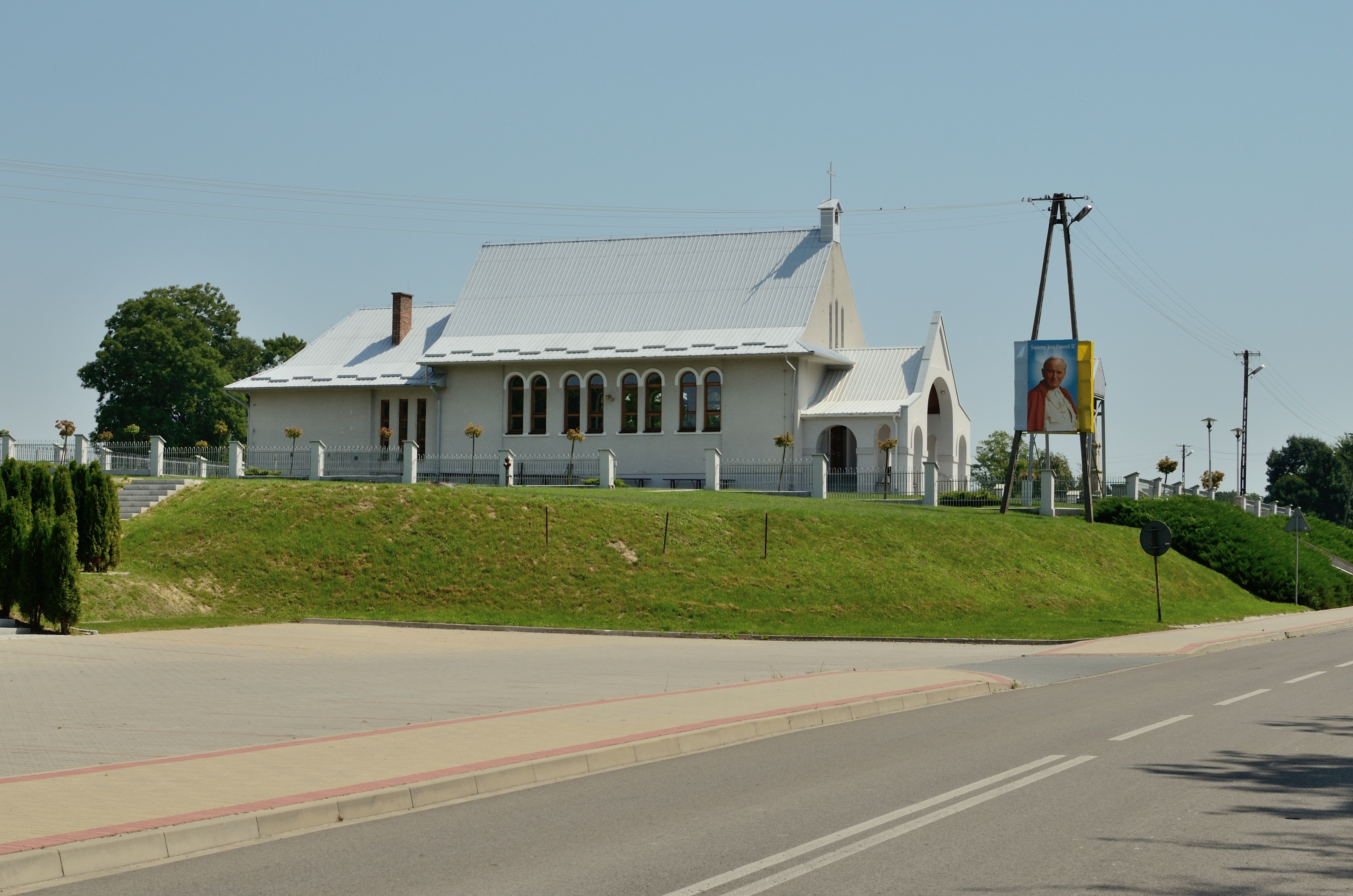
Костёл
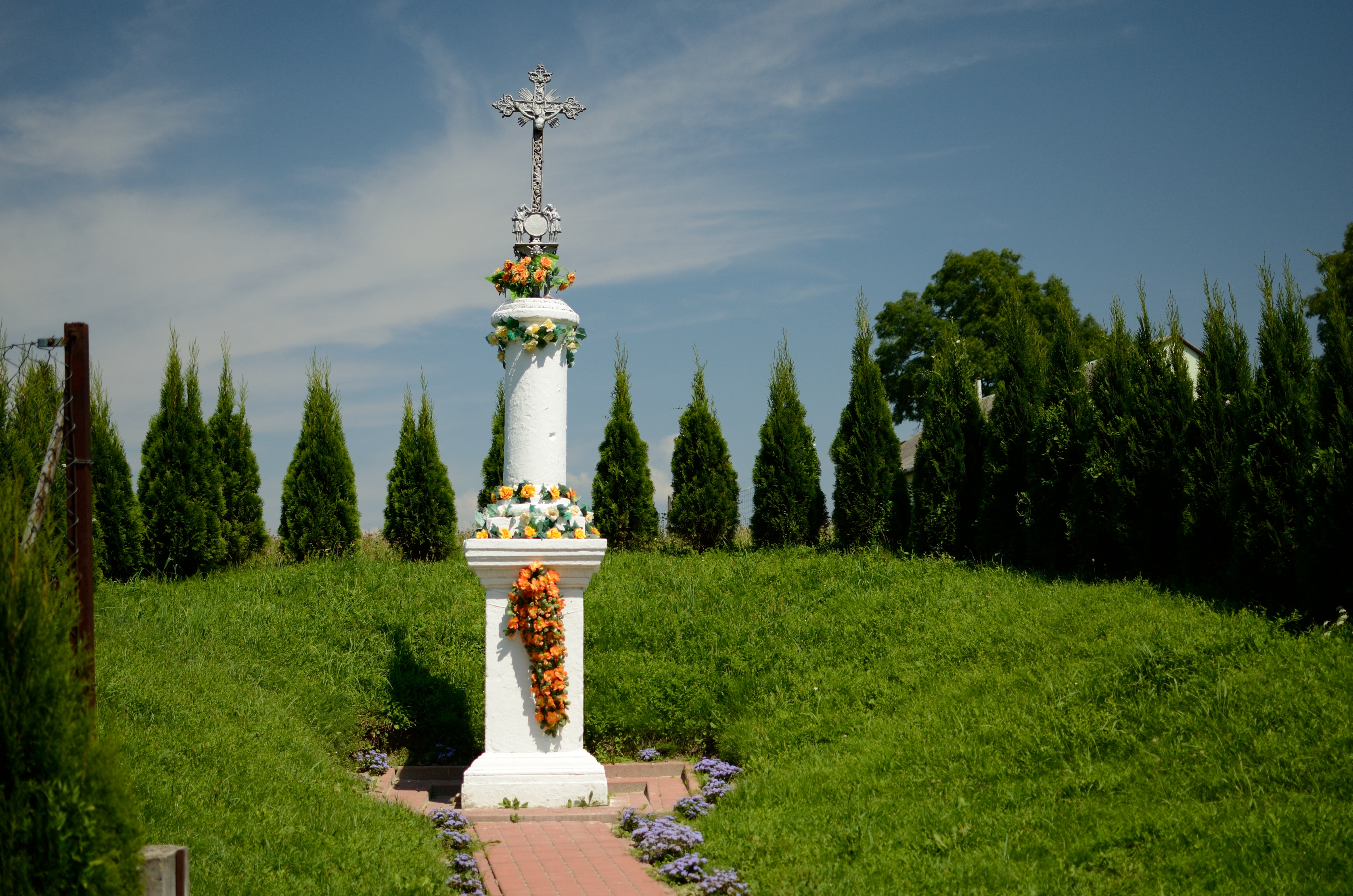
Часовенный столб
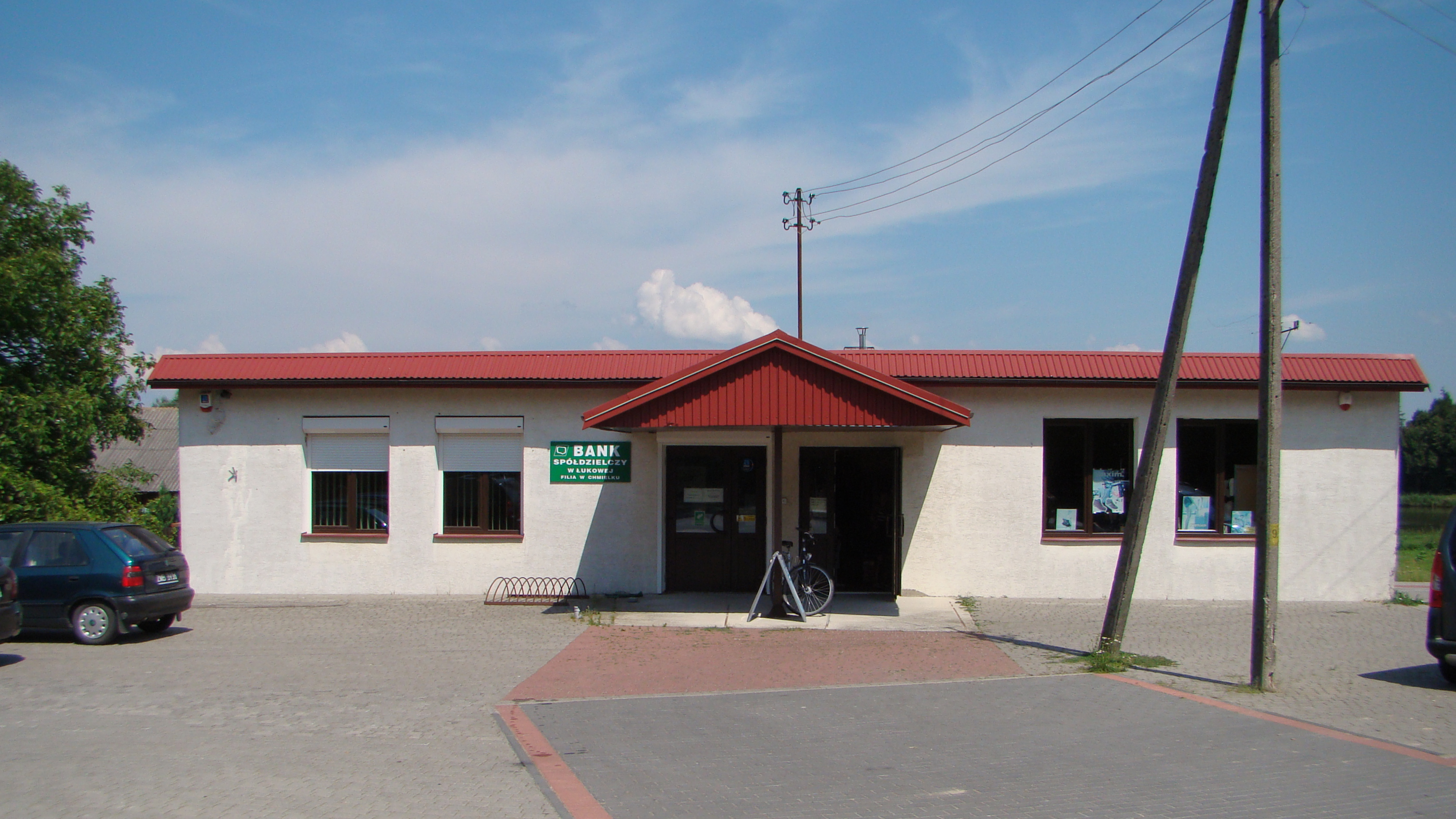
Банк
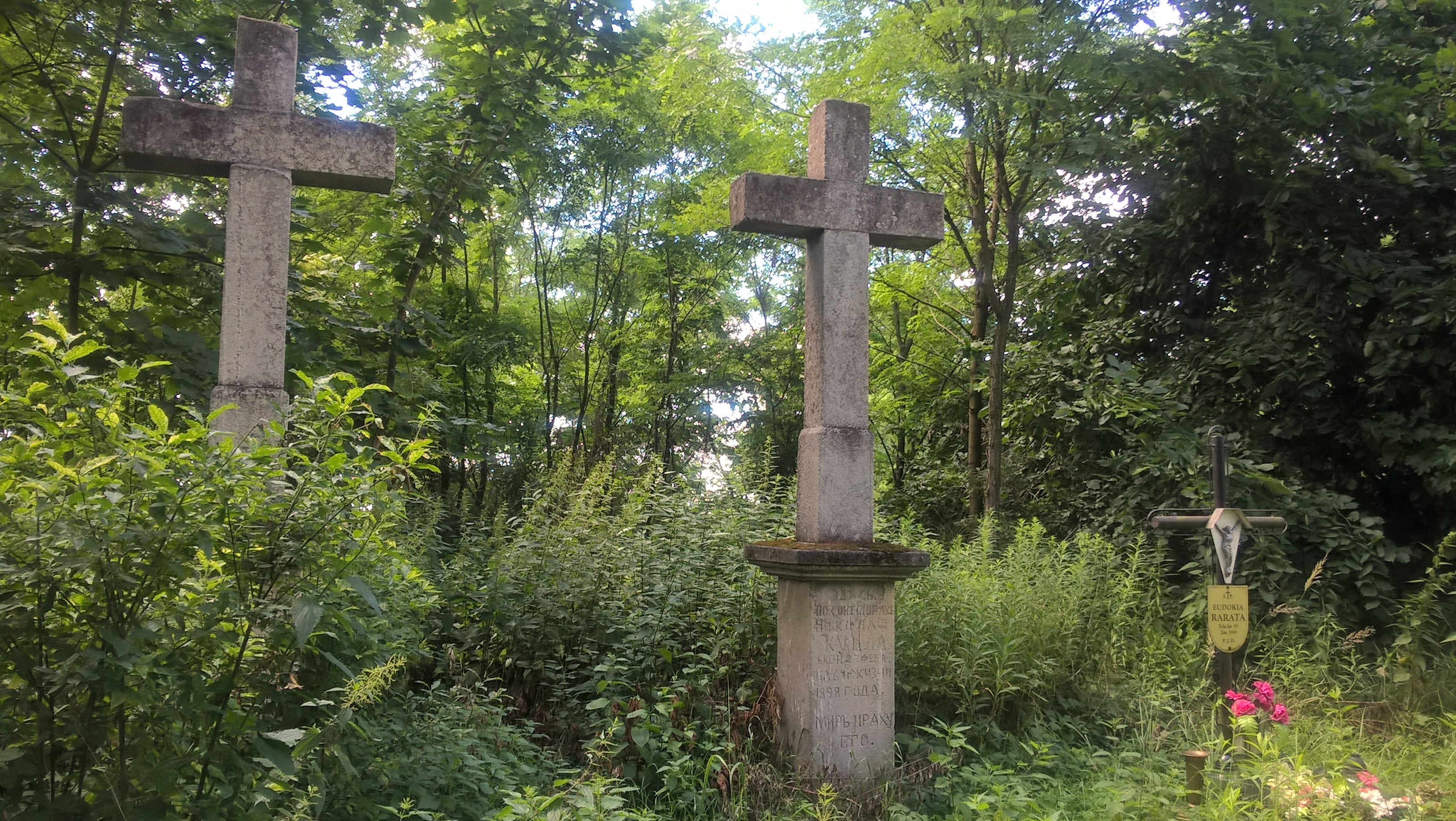
Православное кладбище